# فرهاوس
شهر فرهاوس (به انگلیسی: Firhouse) با جمعیت ۲۱٫۶۳۶ نفر در شهرستان دوبلین در کشور جمهوری ایرلند واقع شده‌است.